# Massacro dei bey albanesi
Il massacro dei bey albanesi, noto anche come massacro di Monastir (in albanese Masakra e Manastirit) fu un massacro che avvenne il 9 agosto 1830, quando circa 500 capi albanesi (bey) e le loro guardie personali furono uccisi dalle forze ottomane nella città di Manastir (l'attuale Bitola, in Macedonia del Nord). Il massacro portò all'indebolimento del potere dei bey dell'Albania meridionale e pose le basi per la distruzione del potente Pascialato di Scutari, nell'Albania settentrionale.

## Contesto
Durante l'epoca dei pascialati albanesi, l'influenza dei bey albanesi locali si era indebolita in seguito alla perdita del Pascialato di Giannina. Alla fine del 1820, dopo la guerra d'indipendenza greca, i mercenari albanesi, impiegati durante le lotte dagli ottomani, saccheggiarono un gran numero di villaggi e le famiglie dei bey cercarono di restaurare e riconquistare il loro dominio. In questi loro sforzi si inseriva l'organizzazione dell'assemblea di Berat nel dicembre 1828, guidata da Ismail bey Qemali della famiglia Vlora, nonno di Ismail Qemali, fondatore del moderno stato albanese nel 1912. In questa Convenzione, i leader erano Qemali, Zylyftar Poda e Shahin bej Delvina. L'Impero ottomano cercò di impedire l'ascesa dei bey locali, che rappresentavano una minaccia per il potere centralizzato. I bey mal sopportavano i programmi di modernizzazione attuati durante il regno di Mahmud II. Queste riforme rappresentavano una minaccia diretta al potere arbitrario dell'aristocrazia musulmana balcanica, che era diventata potente durante il lungo declino del potere ottomano. Il 5 gennaio 1829, solo un mese dopo la Convenzione di Berat, il suo leader, Ismail bey Qemali, fu ucciso a Giannina dagli uomini di Reşid Mehmed Pascià, il che causò uno sconvolgimento nel sud dell'Albania: la popolazione locale di Giannina, Zagoria, Konitsa e Metsovo chiese ai funzionari ottomani di andar via. Il Sultano fu costretto a rimuovere Reşid Mehmed Pascià e a nominarlo Gran Visir il 6 febbraio 1829. Nel 1830, la Sublime Porta inviò un corpo di spedizione sotto il comando di Reşid Mehmed Pascià per sopprimere i bey albanesi locali. Alla notizia dell'arrivo delle forze ottomane, i tre capi locali più potenti, Zylyftar Poda, accompagnato dai resti della fazione di Ali Pascià, Veli Bey (la cui base di potere era intorno a Giannina), e Arslan Bey, insieme ad altri bey meno potenti, iniziarono a preparare le loro forze per resistere a un probabile attacco ottomano.

## Massacro
Rendendosi conto della gravità della situazione e del pericolo di una rivolta generale, Reşid Mehmed Pascià invitò i bey albanesi a un incontro con il pretesto che sarebbero stati ricompensati per la loro lealtà alla Porta. Due dei principali leader, Veli e Arslan Bey, accettarono l'invito e si recarono insieme ai loro seguaci all'incontro con Reşid Mehmed Pascià nel suo quartier generale a Monastir. Al loro arrivo, il comandante li condusse in un campo recintato quando videro le forze armate allineate in parata di saluto cerimoniale. In realtà si trattò di un'imboscata e, a un cenno del pascià, i soldati aprirono il fuoco sui bey albanesi sorpresi e sulle loro guardie personali. Tutti gli albanesi che entrarono bel campo, dai quattro ai cinquecento, furono uccisi, mentre Arslan tentò invano di fuggire; fu ucciso dalle forze ottomane dopo un breve inseguimento.

## Conseguenze
Con questo massacro Mehmet Reshit Pascià ottenne l'epiteto di "assassino degli albanesi" (shqiptar-vrasësi).
Il massacro dei bey albanesi fu un duro colpo per il potere dei bey in Albania. Il panico che si diffuse dall'improvvisa esplosione di terrore diede ai turchi l'iniziativa di attaccare. Dopo essere riusciti a privare l'Albania meridionale dei loro capi, gli Ottomani sconfissero l'anno successivo, nel 1831, il Pascialato di Scutari, l'ultimo pascialato albanese rimasto che dava segnali di separatismo. Gli albanesi persero la cognizione di quel particolare periodo che portò alla creazione di nuovi stati balcanici confinanti. Alla popolazione, compresa anche quella musulmana, non fu più permesso di possedere armi. La classe dominante in tutti i vilayet albanesi fu sostituita da una leadership più fanatica, che ebbe un impatto fortemente negativo durante il successivo Risveglio nazionale albanese. Il potere albanese all'interno dell'Impero non si riprese mai completamente.
Malgrado ciò, l'evento non pose fine all'opposizione degli albanesi al regime ottomano, che riemerse con le rivolte del 1833-1839 e quella del 1847.

## Nella letteratura
Il massacro di Monastir del 1830 è il tema principale del romanzo Komisioni i festës (in italiano: La commissione delle feste) dello scrittore albanese Ismail Kadare. Nella visione di Kadare, questa battaglia è la battaglia di due imperi: il Kanun albanese con il suo codice di besa ("onore"), contro lo stesso Impero ottomano.